# Coppa Italia di Serie B 2008-2009 (calcio a 5)
La Coppa Italia di Serie B 2008-2009 è stata l'11ª edizione della Coppa Italia di categoria e si è svolta tra il 23 settembre 2008 e il 31 gennaio 2009.

## Formula
Le 84 società iscritte al campionato di serie B sono state divise secondo il criterio di vicinorietà in 20 triangolari e 12 accoppiamenti. La formula della manifestazione si discosta da quella dell'edizione precedente per l'introduzione della final eight al posto della final four, sempre giocata in sede unica. Nella prima fase, le società coinvolte nei triangolari si affrontano reciprocamente tra loro in un unico incontro; si qualifica al turno successivo la squadra prima classificata. Negli accoppiamenti, così come nelle fasi successive, le società si affrontano in incontri a eliminazione diretta articolate in andata e ritorno, il cui ordine di svolgimento è stato stabilito per sorteggio. Risulta qualificata la squadra che nelle due partite di andata e ritorno, ha ottenuto il miglior punteggio, ovvero, a parità di punteggio, la squadra che ha realizzato il maggior numero di reti. In questa fase il meccanismo di passaggio del turno prevede incontri a eliminazione diretta al termine dei quali, qualora sussistesse la condizione di parità, si disputeranno due tempi supplementari, ed eventualmente i tiri di rigore per determinare la vincitrice.

## Giocatori
È fatto obbligo alle Società di impiegare almeno 3 giocatori nati successivamente al 31 dicembre 1986 regolarmente tesserati per la FIGC per la stagione sportiva 2007/2008. Non rientrano nel computo predetto i giocatori stranieri precedentemente tesserati per una Federazione estera.

## Prima fase

### Triangolari
La squadra che riposa nella prima giornata è stata determinata per sorteggio, così come la squadra che ha disputato la prima gara in trasferta. Nella seconda giornata riposa la squadra che ha vinto la prima gara o, in caso di parità, quella che ha disputato la prima gara in trasferta; nella terza giornata si svolge la gara fra le due squadre che non si sono incontrate in precedenza. Le squadre si affrontano reciprocamente tra loro in una gara unica; si qualificano alla fase successiva solamente le formazioni vincitrici del girone. Per determinare la squadra vincente si terrà conto nell'ordine: dei punti ottenuti negli incontri disputati; della migliore differenza reti; del maggior numero di reti segnate. Persistendo ulteriore parità, la vincente sarà determinata per sorteggio che sarà effettuato dalla Segreteria della Divisione Calcio a 5.

#### 1ª giornata[4]
23 settembre 2008
- Aymavilles - Eurosporting 2-3
- Asti - Sporting Rosta 1-3
- Real Cornaredo - Interfive Vigevano 4-1
- Castelli Montecchio - Thiene 0-3
- Grado 2006 - Villorba 0-4
- Futsal Fiorentina - Isolotto 4-0
- CUS Ancona - Cameranese 6-2
- Palextra Fano - Forlì 6-1
- Bagnolo - Castello C5 3-2
- Rocca Massima Latina - Polaris 3-3
- Civis Colleferro - Palestrina 3-2
- Montesilvano C5 - Adriatica Pescara 0-2
- Barletta - Manfredonia 6-0
- CSG Putignano - Real Toco 3-1
- Deportivo Matera - Team Matera 2-4
- Biancoazzurro Fasano - Martina C5 4-1
- MF Siracusa - Peloro Messina 12-1

24 settembre 2008
- San Biagio Monza - Bergamo Calcetto 3-4
- Green Tower Trento - Verona 1-10
- Juventina FFC - Miracolo Piceno 3-3

#### 2ª giornata
30 settembre 2008
- Aosta - Aymavilles ?-?
- San Lorenzo DC SanVi Genova - Asti ?-?
- Interfive Vigevano - Saronno 2-3
- Bergamo C5 - San Biagio Monza 4-2
- Carmenta - Green Tower Trento 6-2
- Petrarca - Castelli Montecchio 4-7
- Serialpes Futsal - Grado 2006 7-0
- Isolotto - Poggibonsese 1-4
- Civitanova - Juventina FFC 9-10
- Cameranese - Chevrolet Tre Colli 2-4
- Forlì - Five Pesaro 6-2
- Castello C5 - Reggiana 4-6
- Albano - Rocca Massima Latina 3-3
- Palestrina - L'Acquedotto ?-?
- Chaminade - Montesilvano C5 2-0
- Manfredonia - Olimpiadi Bisceglie 3-4
- Real Toco - Azzurri Conversano ?-?
- Team Apulia - Deportivo Matera 0-3
- Martina C5 - Virtus Monopoli 2-0
- Peloro Messina - Sporting Mazarese 1-3

#### 3ª giornata[5]
6, 7, 10 ottobre 2008
- Eurosporting - Aosta 0-4
- Sporting Rosta - San Lorenzo DC SanVi Genova 5-4
- Saronno - Real Cornaredo 1-2
- Bergamo Calcetto - Bergamo C5 6-2
- Verona - Carmenta 4-4
- Thiene - Petrarca 4-2
- Villorba - Serialpes Futsal 5-2
- Poggibonsese - Futsal Fiorentina 6-2
- Miracolo Piceno - Civitanova 5-5
- Chevrolet Tre Colli - CUS Ancona 3-3
- Five Pesaro - Palextra Fano 5-1
- Reggiana - Bagnolo 4-3
- Polaris - Albano 2-2
- L'Acquedotto - Civis Colleferro 4-1
- Adriatica Pescara - Chaminade 8-1
- Olimpiadi Bisceglie - Barletta 1-4
- Azzurri Conversano - CSG Putignano 2-4
- Team Matera - Team Apulia 4-2
- Virtus Monopoli - Biancazzurro Fasano 4-3
- Sporting Mazarese - MF Siracusa 3-3

### Classifica

#### Triangolare 1
|  | Squadra      | P.ti | V | P | S | GF | GS | DR |
|  | ------------ | ---- | - | - | - | -- | -- | -- |
|  | Aosta        | 3    | 1 | 0 | 0 | 4  | 0  | +4 |
|  | Eurosporting | 3    | 1 | 0 | 1 | 3  | 6  | -3 |
|  | Aymavilles   | 0    | 0 | 0 | 1 | 2  | 3  | -1 |
|  |              |      |   |   |   |    |    |    |

#### Triangolare 3
|  | Squadra            | P.ti | V | P | S | GF | GS | DR |
|  | ------------------ | ---- | - | - | - | -- | -- | -- |
|  | Real Cornaredo     | 6    | 2 | 0 | 0 | 6  | 2  | +4 |
|  | Saronno            | 3    | 1 | 0 | 1 | 4  | 4  | 0  |
|  | Interfive Vigevano | 0    | 0 | 0 | 2 | 3  | 7  | -4 |
|  |                    |      |   |   |   |    |    |    |

#### Triangolare 6
|  | Squadra     | P.ti | V | P | S | GF | GS | DR  |
|  | ----------- | ---- | - | - | - | -- | -- | --- |
|  | Verona      | 4    | 1 | 1 | 0 | 14 | 5  | +9  |
|  | Carmenta    | 4    | 1 | 1 | 0 | 10 | 6  | +4  |
|  | Green Tower | 0    | 0 | 0 | 2 | 3  | 16 | -13 |
|  |             |      |   |   |   |    |    |     |

#### Triangolare 8
|  | Squadra    | P.ti | V | P | S | GF | GS | DR  |
|  | ---------- | ---- | - | - | - | -- | -- | --- |
|  | Villorba   | 6    | 2 | 0 | 0 | 9  | 2  | +7  |
|  | SeriAlpes  | 3    | 1 | 0 | 1 | 9  | 5  | +4  |
|  | Grado 2006 | 0    | 0 | 0 | 2 | 0  | 11 | -11 |
|  |            |      |   |   |   |    |    |     |

#### Triangolare 13
|  | Squadra                | P.ti | V | P | S | GF | GS | DR |
|  | ---------------------- | ---- | - | - | - | -- | -- | -- |
|  | Juventina Montegranaro | 4    | 1 | 1 | 0 | 13 | 12 | +1 |
|  | Miracolo Piceno        | 2    | 0 | 2 | 0 | 8  | 8  | 0  |
|  | Civitanova             | 1    | 0 | 1 | 1 | 14 | 15 | -1 |
|  |                        |      |   |   |   |    |    |    |

#### Triangolare 15
|  | Squadra       | P.ti | V | P | S | GF | GS | DR |
|  | ------------- | ---- | - | - | - | -- | -- | -- |
|  | Palextra Fano | 3    | 1 | 0 | 1 | 7  | 6  | +1 |
|  | Italservice   | 3    | 1 | 0 | 1 | 7  | 7  | 0  |
|  | Forlì         | 3    | 1 | 0 | 1 | 7  | 8  | -1 |
|  |               |      |   |   |   |    |    |    |

#### Triangolare 20
|  | Squadra | P.ti | V | P | S | GF | GS | DR |
|  | ------- | ---- | - | - | - | -- | -- | -- |
|  | Latina  | 2    | 0 | 2 | 0 | 6  | 6  | 0  |
|  | Albano  | 2    | 0 | 2 | 0 | 5  | 5  | 0  |
|  | Polaris | 2    | 0 | 2 | 0 | 5  | 5  | 0  |
|  |         |      |   |   |   |    |    |    |

#### Triangolare 23
|  | Squadra           | P.ti | V | P | S | GF | GS | DR |
|  | ----------------- | ---- | - | - | - | -- | -- | -- |
|  | Adriatica Pescara | 6    | 2 | 0 | 0 | 10 | 1  | +9 |
|  | Chaminade         | 3    | 1 | 0 | 1 | 3  | 8  | -5 |
|  | Montesilvano C5   | 0    | 0 | 0 | 2 | 0  | 4  | -4 |
|  |                   |      |   |   |   |    |    |    |

#### Triangolare 27
|  | Squadra            | P.ti | V | P | S | GF | GS | DR |
|  | ------------------ | ---- | - | - | - | -- | -- | -- |
|  | CSG Putignano      | 6    | 2 | 0 | 0 | 7  | 3  | +4 |
|  | Azzurri Conversano | 0    | 0 | 0 | 1 | 2  | 4  | -2 |
|  | Real Toco          | 0    | 0 | 0 | 1 | 1  | 3  | -2 |
|  |                    |      |   |   |   |    |    |    |

#### Triangolare 29
|  | Squadra      | P.ti | V | P | S | GF | GS | DR |
|  | ------------ | ---- | - | - | - | -- | -- | -- |
|  | Biancazzurro | 3    | 1 | 0 | 1 | 7  | 5  | +2 |
|  | Martina      | 3    | 1 | 0 | 1 | 3  | 4  | -1 |
|  | Monopoli     | 3    | 1 | 0 | 1 | 4  | 5  | -1 |
|  |              |      |   |   |   |    |    |    |

#### Triangolare 2
|  | Squadra           | P.ti | V | P | S | GF | GS | DR |
|  | ----------------- | ---- | - | - | - | -- | -- | -- |
|  | Sporting Rosta    | 6    | 2 | 0 | 0 | 8  | 5  | +3 |
|  | San Lorenzo SanVi | 0    | 0 | 0 | 1 | 4  | 5  | -1 |
|  | Asti              | 0    | 0 | 0 | 1 | 1  | 3  | -2 |
|  |                   |      |   |   |   |    |    |    |

#### Triangolare 4
|  | Squadra          | P.ti | V | P | S | GF | GS | DR |
|  | ---------------- | ---- | - | - | - | -- | -- | -- |
|  | Bergamo Calcetto | 6    | 2 | 0 | 0 | 10 | 5  | +5 |
|  | Bergamo          | 3    | 1 | 0 | 1 | 6  | 8  | -2 |
|  | San Biagio       | 0    | 0 | 0 | 2 | 5  | 8  | -3 |
|  |                  |      |   |   |   |    |    |    |

#### Triangolare 7
|  | Squadra    | P.ti | V | P | S | GF | GS | DR |
|  | ---------- | ---- | - | - | - | -- | -- | -- |
|  | Thiene     | 6    | 2 | 0 | 0 | 7  | 2  | +5 |
|  | Montecchio | 3    | 1 | 0 | 1 | 7  | 7  | 0  |
|  | Petrarca   | 0    | 0 | 0 | 2 | 6  | 13 | -5 |
|  |            |      |   |   |   |    |    |    |

#### Triangolare 10
|  | Squadra      | P.ti | V | P | S | GF | GS | DR |
|  | ------------ | ---- | - | - | - | -- | -- | -- |
|  | Poggibonsese | 6    | 2 | 0 | 0 | 10 | 3  | +7 |
|  | Fiorentina   | 3    | 1 | 0 | 1 | 6  | 6  | 0  |
|  | Isolotto     | 0    | 0 | 0 | 2 | 1  | 8  | -7 |
|  |              |      |   |   |   |    |    |    |

#### Triangolare 14
|  | Squadra    | P.ti | V | P | S | GF | GS | DR |
|  | ---------- | ---- | - | - | - | -- | -- | -- |
|  | CUS Ancona | 4    | 1 | 1 | 0 | 9  | 5  | +4 |
|  | Tre Colli  | 4    | 1 | 1 | 0 | 7  | 5  | +2 |
|  | Cameranese | 0    | 0 | 0 | 2 | 4  | 10 | -6 |
|  |            |      |   |   |   |    |    |    |

#### Triangolare 16
|  | Squadra  | P.ti | V | P | S | GF | GS | DR |
|  | -------- | ---- | - | - | - | -- | -- | -- |
|  | Reggiana | 6    | 2 | 0 | 0 | 10 | 7  | +3 |
|  | Bagnolo  | 3    | 1 | 0 | 1 | 6  | 6  | 0  |
|  | Castello | 0    | 0 | 0 | 2 | 6  | 9  | -3 |
|  |          |      |   |   |   |    |    |    |

#### Triangolare 21
|  | Squadra          | P.ti | V | P | S | GF | GS | DR |
|  | ---------------- | ---- | - | - | - | -- | -- | -- |
|  | L'Acquedotto     | 3    | 1 | 0 | 0 | 4  | 1  | +3 |
|  | Civis Colleferro | 3    | 1 | 0 | 1 | 4  | 6  | -2 |
|  | Palestrina       | 0    | 0 | 0 | 1 | 2  | 3  | -1 |
|  |                  |      |   |   |   |    |    |    |

#### Triangolare 24
|  | Squadra     | P.ti | V | P | S | GF | GS | DR |
|  | ----------- | ---- | - | - | - | -- | -- | -- |
|  | Barletta    | 6    | 2 | 0 | 0 | 10 | 1  | +9 |
|  | Olimpiadi   | 3    | 1 | 0 | 1 | 5  | 7  | -2 |
|  | Manfredonia | 0    | 0 | 0 | 2 | 3  | 10 | -7 |
|  |             |      |   |   |   |    |    |    |

#### Triangolare 28
|  | Squadra          | P.ti | V | P | S | GF | GS | DR |
|  | ---------------- | ---- | - | - | - | -- | -- | -- |
|  | Team Matera      | 6    | 2 | 0 | 0 | 8  | 4  | +4 |
|  | Deportivo Matera | 3    | 1 | 0 | 1 | 5  | 4  | +1 |
|  | Apulia           | 0    | 0 | 0 | 2 | 2  | 7  | -5 |
|  |                  |      |   |   |   |    |    |    |

#### Triangolare 32
|  | Squadra        | P.ti | V | P | S | GF | GS | DR  |
|  | -------------- | ---- | - | - | - | -- | -- | --- |
|  | Siracusa       | 4    | 1 | 1 | 0 | 15 | 4  | +11 |
|  | Mazarese       | 4    | 1 | 1 | 0 | 6  | 4  | +2  |
|  | Peloro Messina | 0    | 0 | 0 | 2 | 2  | 15 | -13 |
|  |                |      |   |   |   |    |    |     |

### Accoppiamenti
| Squadra 1           | Totale | Squadra 2         | Andata | Ritorno     |
| ------------------- | ------ | ----------------- | ------ | ----------- |
| Domus Bresso        | 8 - 9  | Toniolo Milano    | 2 - 4  | 6 - 5       |
| Prato               | 12 - 3 | L'Oasi            | 6 - 3  | 6 - 0       |
| Orte                |        | Coar Orvieto      |        | 3 - 3       |
| Vigor Fabriano      | 10 - 9 | Virtus Gualdo     | 3 - 3  | 7 - 6 (dcr) |
| Pro Capoterra       | 12 - 6 | Atletico Trexenta | 8 - 2  | 4 - 4       |
| Tempio Alguer       |        | Basilea C5        |        | 2 - 4       |
| Aurelia Nordovest   |        | Fiumicino         |        | 3 - 2       |
| Loreto Aprutino     |        | Raiano            |        | 5 - 4       |
| Deportivo Eden      | 4 - 10 | Gragnano          | 1 - 4  | 3 - 6       |
| Scafati-Santa Maria |        | Paganese          |        | 7 - 3       |
| Città di Cosenza    | 4 - 6  | Catanzaro         | 2 - 4  | 2 - 2       |
| Licogest Vibo       | 13 - 6 | Real Reggio       | 10 - 4 | 3 - 2       |

## Sedicesimi di finale
Gli incontri di andata si sono svolti il 21 ottobre 2008, quelli di ritorno il 4 e il 5 novembre a campi invertiti.
| Squadra 1              | Totale | Squadra 2        | Andata | Ritorno |
| ---------------------- | ------ | ---------------- | ------ | ------- |
| Aosta                  |        | Sporting Rosta   | 5 - 0  |         |
| Real Cornaredo         |        | Bergamo Calcetto | 3 - 5  |         |
| Toniolo Milano         | 5 - 8  | Verona           | 3 - 3  | 2 - 5   |
| Thiene                 | 7 - 2  | Villorba         | 3 - 0  | 4 - 2   |
| Prato                  | 7 - 9  | Poggibonsese     | 3 - 3  | 4 - 6   |
| Vigor Fabriano         |        | Coar Orvieto     | 2 - 3  |         |
| Juventina Montegranaro | 5 - 14 | CUS Ancona       | 4 - 8  | 1 - 6   |
| Palextra Fano          | 7 - 10 | Reggiana         | 4 - 5  | 3 - 5   |
| Pro Capoterra          | 19 - 6 | Tempio Alguer    | 10 - 2 | 9 - 4   |
| Aurelia Nordovest      |        | Latina           | 2 - 6  |         |
| L'Acquedotto           |        | Loreto Aprutino  | 6 - 2  |         |
| Adriatica Pescara      |        | Barletta         | 2 - 1  |         |
| Scafati-Santa Maria    | 5 - 11 | Gragnano         | 1 - 4  | 4 - 7   |
| CSG Putignano          | 3 - 5  | Team Matera      | 1 - 2  | 2 - 3   |
| Biancazzurro           | 6 - 8  | Catanzaro        | 4 - 3  | 2 - 5   |
| Licogest Vibo          |        | Siracusa         | 13 - 4 |         |

## Ottavi di finale
Gli incontri di andata si sono disputati il 25 novembre 2008, quelli di ritorno il 9 dicembre a campi invertiti.
| Squadra 1       | Totale | Squadra 2         | Andata | Ritorno         |
| --------------- | ------ | ----------------- | ------ | --------------- |
| Aosta           |        | Bergamo Calcetto  | 3 - 0  |                 |
| Verona          | 3 - 3  | Thiene            | 2 - 2  | 1 - 1 (5-6 dcr) |
| Vigor Fabriano  | 3 - 4  | Poggibonsese      | 2 - 2  | 1 - 2           |
| CUS Ancona      |        | Reggiana          | 1 - 3  |                 |
| Latina          |        | Pro Capoterra     | 3 - 5  | n.d.            |
| Loreto Aprutino | 12 - 8 | Adriatica Pescara | 6 - 3  | 6 - 5 (dts)     |
| Gragnano        | 5 - 3  | Team Matera       | 3 - 1  | 2 - 2           |
| Licogest Vibo   | 7 - 5  | Catanzaro         | 4 - 1  | 3 - 4           |

## Fase finale
Sull'esempio della Coppa Italia di serie A e di serie A2, da questa edizione anche la fase finale della Coppa Italia di serie B è articolata come final eight giocata in una sede unica. La manifestazione è stata ospitata dal Gragnano che ha individuato nel Palazzetto dello Sport di Cercola un adeguato impianto sportivo.

### Tabellone
|  | Quarti di finale | Quarti di finale | Quarti di finale |               |               | Semifinali    | Semifinali | Semifinali |  |  | Finale | Finale | Finale |  |
|  |                  |                  |                  |               |               |               |            |            |  |  |        |        |        |  |
|  | Loreto Aprutino  | Loreto Aprutino  | 1                |               |               |               |            |            |  |  |        |        |        |  |
|  | Loreto Aprutino  | Loreto Aprutino  | 1                |               |               |               |            |            |  |  |        |        |        |  |
|  | Thiene           | Thiene           | 3                |               |               |               |            |            |  |  |        |        |        |  |
|  | Thiene           | Thiene           | 3                |               | Thiene        | Thiene        | 4          |            |  |  |        |        |        |  |
|  |                  |                  |                  |               | Thiene        | Thiene        | 4          |            |  |  |        |        |        |  |
|  |                  |                  | Licogest Vibo    | Licogest Vibo | 5             |               |            |            |  |  |        |        |        |  |
|  | Licogest Vibo    | Licogest Vibo    | Licogest Vibo    | Licogest Vibo | 5             | 4             |            |            |  |  |        |        |        |  |
|  | Licogest Vibo    | Licogest Vibo    |                  |               |               |               |            |            |  |  |        |        |        |  |
|  | Aosta            | Aosta            | 2                |               |               |               |            |            |  |  |        |        |        |  |
|  | Aosta            | Aosta            | 2                |               | Licogest Vibo | Licogest Vibo | 0          |            |  |  |        |        |        |  |
|  |                  |                  |                  |               |               |               |            |            |  |  |        |        |        |  |
|  |                  |                  | Reggiana         | Reggiana      | 6             |               |            |            |  |  |        |        |        |  |
|  | Poggibonsese     | Poggibonsese     | Reggiana         | Reggiana      | 6             | 1             |            |            |  |  |        |        |        |  |
|  | Poggibonsese     | Poggibonsese     |                  |               |               |               |            |            |  |  |        |        |        |  |
|  | Reggiana         | Reggiana         | 5                |               |               |               |            |            |  |  |        |        |        |  |
|  | Reggiana         | Reggiana         | 5                |               | Reggiana      | Reggiana      | 3          |            |  |  |        |        |        |  |
|  |                  |                  |                  |               | Reggiana      | Reggiana      | 3          |            |  |  |        |        |        |  |
|  |                  |                  | Gragnano         | Gragnano      | 2             |               |            |            |  |  |        |        |        |  |
|  | Gragnano         | Gragnano         | Gragnano         | Gragnano      | 2             | 4             |            |            |  |  |        |        |        |  |
|  | Gragnano         | Gragnano         |                  |               |               |               |            |            |  |  |        |        |        |  |
|  | Pro Capoterra    | Pro Capoterra    | 1                |               |               |               |            |            |  |  |        |        |        |  |

### Quarti di finale
| Arbitri: | Sergio Scali (Pinerolo) Gaetano Sgura (Torino) |

|                 |           |                          |
| L. Di Muzio 28’ | Marcatori | 8’ Maia 23’, 39’ Santana |

| Arbitri: | Massimiliano Rossi (Vasto) Marco Messina (Vasto) |

|                                               |           |                                |
| Gilson 8’ Quintiliano 10’ Nelson 28’ Soso 30’ | Marcatori | 14’ Gonçalves 36’ (aut.) Diogo |

| Arbitri: | Parese (Potenza) Dario Fiorentino (Barletta) |

|             |           |                                               |
| Gaziano 39’ | Marcatori | 6’ Brex 8’ Costa 24’, 35’ Pereira 36’ Baldini |

| Arbitri: | Gianantonio Leonforte (Vicenza) Vincenzo Francese (Battipaglia) |

|                                          |           |          |
| Santoro 3’ Durante 6’, 16’ Andreotti 27’ | Marcatori | 18’ Amar |

### Semifinali
| Arbitri: | Rosario La Cerra (Battipaglia) Luigi Limone (Avellino) |

|                                              |           |                                                                  |
| Maia 5’ (rig.) Santana 12’ Maia 26’ Toni 30’ | Marcatori | 10’ Quintiliano 15’ Gilson 29’ Quintiliano 36’ Gilson 38’ Nelson |

| Arbitri: | Damiano Calaprice (Bari) Luca Rutigliano (Bari) |

|                                     |           |                         |
| Perrotti 3’ Tobaldini 13’ Costa 30’ | Marcatori | 12’ Andreotti 16’ Mansi |

### Finale
| Arbitri: | Fabio Gelonese (Milano) Giuseppe Di Gregorio (Enna) |

| |            | |
| | Marcatori  | 2’ Brex 7’ Antonietti 22’ Costa 34’ Antonietti 36’ Tobaldini 39’ Pereira |
| · Fabrizio Rotella · Domenico Fialà · Andrea Verrengia · Adriano Rotta · Diogo Lanconi · Gabriel De Simone · Rafael Quintiliano · Gilson · Rodrigo Rosa · Carlo Tavano · Franciel Soso | Formazioni | · Enrico Prodi · Juliano Perrotti · Diego Verona · Mirko Antonietti · Luca Brex · Alessandro Malagoli · Ferdinando Giardino · Vilmar Pereira · Eduardo Costa · Antonio Rames · João Paulo Tobaldini · Giuseppe Zaccone |
| Fabio Blandino | Allenatori | Alberto Carobbi |